# Nemška jezikovna diploma

Nemška jezikovna diploma Stalne konference za izobraževanje in kulturo nemških zveznih dežel (nemško Das Deutsche Sprachdiplom der Kultusministerkonferenz, krajše DSD) je mednarodno veljavna jezikovna diploma, ki služi kot potrdilo za aktivno znanje nemščine kot tujega jezika. Izpite lahko opravljajo vsi učenci v nemških in certificiranih šolah izven Nemčije.
Jezikovno znanje se preverja na različnih nivojih:
- DSD — 1. stopnja (ustreza nivoju A2 oz. B1 Skupnega evropskega referenčnega okvirja CEFR in velja kot potrdilo  o obvladovanju osnov nemškega jezika)
- DSD — 2. stopnja (ustreza nivoju B2 oz. C1 Skupnega evropskega referenčnega okvirja in dokazuje raven znanja nemščine, primerno za visokošolski študij v Zvezni republiki Nemčiji)

Na izpitu se preverja znanje bralnega in  slušnega razumevanja ter pisna in ustna komunikacija. Vse izpite pripravi izpitni center v Drezdnu, ki tudi ocenjuje izdelke.